# Jean-Claude Eloy

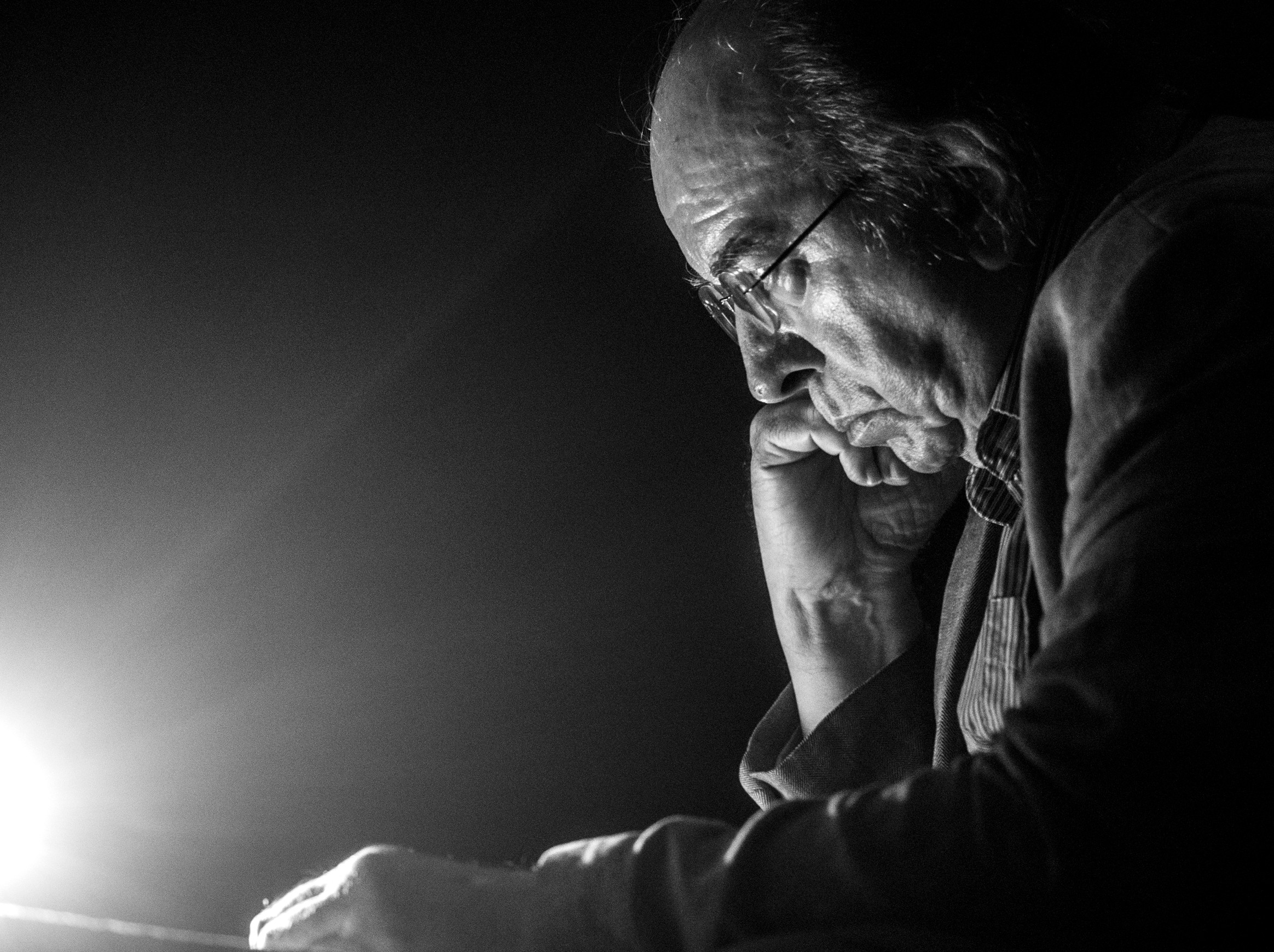
Jean-Claude Eloy im Jahr 2015.

Jean-Claude Eloy (* 15. Juni 1938 in Mont-Saint-Aignan, Kanton Mont-Saint-Aignan, Frankreich) ist ein französischer Komponist instrumentaler, vokaler und elektroakustischer Musik.
In seinem Werk realisiert Eloy eine der signifikantesten Synthesen der Musik des 20. Jahrhunderts – zwischen elektronischer und instrumentaler Musik, zwischen europäischer und außereuropäischer Musik. Obwohl er eine solide klassische Musikausbildung erhalten hat, ist Eloy seit seiner Jugendzeit ein Verehrer und ein Connaisseur außereuropäischer Musiktraditionen. Auch wenn er niemals die Komplexität des abendländischen Musikdenkens verstieß, bestimmt die Erfahrung mit außereuropäischen Musiken in entscheidender Weise seine künstlerische Inspiration.

## Musikausbildung
Jean-Claude Eloy ist in Mont-Saint-Aignan (bei Rouen) geboren. Nach klassischen Studien am Pariser Konservatorium (Klavier, Kammermusik, Kontrapunkt, Ondes Martenot und Komposition bei Darius Milhaud), zwischen dem Ende der 1950er und dem Anfang der 1960er Jahre besucht Eloy mehrmals die Darmstädter Ferienkurse für Neue Musik. Von 1961 bis 1963 studiert Eloy Komposition bei Pierre Boulez an der Musikakademie der Stadt Basel.
Der junge Eloy assimiliert mit großer Geschwindigkeit die Lehre der Zweiten Wiener Schule (Schönbergs, Weberns, Bergs) und der Musik Olivier Messiaens, wie Werke wie Trois pièces pour piano ("Drei Klavierstücke") (1960), Cinq poèmes de Saîgyo (1960) für Sopran und Klavier und Chants pour une ombre (1961) für Sopran und 8 Instrumente zeigen.

## Laufbahn
Die Auseinandersetzung mit Pierre Boulez ist entscheidend für die Musikausbildung des jungen Eloy. Etude III (1962) für Orchester (Darius Milhaud gewidmet) und Equivalences (1963) für 18 Musiker (Pierre Boulez gewidmet) sind die ersten Werke, die von einem größeren Publikum rezipiert werden.
Von 1966 bis 1968 ist Eloy Professor an der University of California, Berkeley. Nach dem Auslandsaufenthalt in den USA distanziert sich Eloy von der seriellen Musik und in seinem Werk wird das Interesse für den Klang an sich und für die rituelle Dimension immer zentraler. Seit Beginn der 1970er Jahre werden in seinem Schaffen die kulturellen Bezüge zu philosophischem und musikalischem Gedankengut asiatischer Traditionen (insbesondere zu Indien und Japan) immer expliziter und häufiger.
Das Werk Kâmakalâ ("Dreieck von Energien") für drei Orchester, fünf Chor-Gruppen und drei Dirigenten stellt einen wirklichen stilistischen Wendepunkt in seinem Schaffen dar.
1972 wird Eloy von seinem Freund Karlheinz Stockhausen in das Studio für Elektronische Musik in Köln eingeladen, um sein erstes elektronisches Werk zu realisieren. Das Ergebnis seines Experimentierens im Studio mit dem Klang und mit der Zeit des Klanges ist Shânti ("Frieden") (1972/73), ein zweistündiges Fresco für elektronische und konkrete Klänge, das insbesondere von der Philosophie Heraklits (Kampf der Gegensätze) und von den Schriften über den Yogi Sri Aurobindo Ghoses beeinflusst ist.
Nach der Komposition von Fluctuante-Immuable (1977) für Orchester, arbeitet Eloy zwischen 1977 und 1978 in dem Studio für Elektronische Musik des Tokyo-Rundfunks (NHK), wo er das vierstündige Fresco Gaku-no-Michi ("Die Wege der Musik" oder "Das Dào der Musik") komponiert, das auf der Dialektik zwischen konkreten (von dem japanischen Alltagsleben aufgenommenen Klängen) und abstrakten Materialien (rein synthetisch erzeugten Klänge) basiert.
Auch die nächsten Hauptwerke haben starke Bezüge mit der japanischen Kultur und der japanischen Musik: Yo-In ("Rückstrahlungen") (1980), Musik für ein imaginäres Ritual in vier Aufzügen für Tonband und einem Schlagzeuger, der mehr als 100 Schlagzeuginstrumente spielt; A l’approche du Feu Méditant … (1983) für 27 Gagaku-Instrumente, zwei Chöre buddhistischer Mönche (Shômyô-Gesang) und fünf Bugaku-Tänzer; Anahata (1984–1986) für elektronische und konkrete Klänge, fünf Gagaku-Musiker und zwei japanische buddhistische Mönche (Shômyô-Gesang).
Gegen Ende der 1980er Jahre konzipiert Eloy einen großen Werkzyklus mit dem Titel Libérations über weibliche Gestalten, der jedoch bis heute unvollendet bleibt. Im Rahmen dieses Projektes beginnt Eloy seine intensive Zusammenarbeit mit Sängerinnen wie Yumi Nara (Butsumyôe, 1989), Fatima Miranda (Sappho Hiketis, 1989) und Junko Ueda (Erkos, 1991; … kono yo no hoka …, 1996).
Eloy gründete seinen eigenen Verlag hors territoires, um sein künstlerisches Werk durch die Veröffentlichung von Büchern und Compact Discs zu dokumentieren.

## Werke (Auswahl)
- Etude III (1962) für Orchester
- Equivalences (1963) für achtzehn Instrumentalisten
- Faisceaux-Diffractions (1970) für achtundzwanzig Instrumentalisten
- Kâmakalâ (Das Dreieck der Energien, 1971) für drei Orchester und fünf Chorgruppen mit drei Dirigenten
- Shânti (Frieden, 1972–1973) für elektronische und konkrete Klänge; Realisation: Elektronisches Studio des WDR in Köln
- Fluctuante-Immuable (1977) für großes Orchester
- Gaku-no-Michi (Die Wege der Musik, 1977–1978) für elektronische und konkrete Klänge; Realisation: Elektronisches Studio des NHK Tokio
- Yo-In (Rückstrahlungen, 1980) Musik für ein imaginäres Ritual in vier Akten für einen mehr als zweihundert Schlaginstrumente spielenden Schlagzeuger, auf Mehrspurbändern aufgenommene Klänge, live-elektronische Modulationen und Licht; Realisation: Instituut voor Sonologie, Utrecht
- A l'Approche du Feu Méditant (1983) für siebenundzwanzig Gagaku-Instrumentalisten aus Japan, zwei Chöre buddhistischer Mönche (Shōmyō-Gesang) und fünf Bugaku-Tänzer
- Anâhata (Vibration primordiale, 1984–1986) für zwei Solostimmen buddhistischer Mönche (Shōmyō-Gesang), drei Gagaku-Instrumentalisten aus Japan, einen Schlagzeuger, elektronische und konkrete Klänge; Realisation: Elektronisches Studio des Sweelinck-Konservatoriums Amsterdam
- Butsumyôe (Die Zeremonie der Reue, 1989) gesungener und gesprochener Vortrag für zwei Frauenstimmen, die auch verschiedene Schlaginstrumente spielen
- Erkos (Lobgesang, 1990–1991) für eine japanische Satsuma-Biwa-Solisti (Stimme und Instrument), die auch mehrere Schlaginstrumente spielen mit elektroakustischen Klängen; Realisation: Elektronisches Studio des WDR in Köln
- Electro-Anâhata (1986–1994) elektroakustische Gesamtfassung von Anâhata. ausgehend von den ursprünglichen elektroakustischen Aufnahmen auf dem PC des Komponisten realisiert
- Galaxies, Warschau Version (1986–1994) rein elektronische Fassung
- Metametal: L'Anneau des sept lumieres (Der Ring aus den sieben Lichtern, 1994–1995), lange Fassung eines Teils aus Electro-Anâhata
- Galaxies, Sigma Version (1996) mit dem Vokalsolo …kono yo no hoka… (…die Welt jenseits…) für eine Frauenstimme (Shōmyō-Gesang) und elektroakustische Klänge
- Etats-Limites, our les cris de Petra (Grenzlinien, oder Petras Wehrufe, 2013), für eine Frauenstimme und elektroakustische Klänge mit der Kölner Vokalistin Petra Gabriele Meinel, der er nach ihrem Tod im Jahr 2001 ein Requiem widmete.
- The Midnight of the Faith (Das mitternächtliche Dunkel des Glaubens, 2014), für elektronische und konkrete Klänge, um ausgewählte Sätze von Edith Stein, die von der deutschen Schauspielerin Gisela Claudius vorgetragen werden

## Bibliographie (Auswahl)
- Bargheon, Ludovic: „Eloy, Jean-Claude“ in: Die Musik in Geschichte und Gegenwart. Zweite neubearbeitete Ausgabe, hrsg. von Ludwig Finscher, Kassel 2001, Personenteil Bd. 6, Sp. 286–287.
- Eloy, Jean-Claude: „Cheminement“ in: MusikTexte. Zeitschrift für Neue Musik, Heft 139, Köln 2013, S. 27.
- Eloy, Jean-Claude: Collective normalisations and individuation process. Around serveral works with woman soloist voices. Songs for the other half of the sky. Songs of solitudes, pleas, revolts, celebrations or prayers, hors territoires, o. O. 2012.
- Eloy, Jean-Claude: Between concrete and abstract. Gaku-No-Michi The Ways Of music, hrsg. von Jean-Claude Eloy, hors territoires, o. O. 2006.
- Eloy, Jean-Claude: „From Kâmakalâ to Shânti“ in: Komposition und Musikwissenschaft im Dialog V (2001-2004) = Signale aus Köln. Beiträge zur Musik der Zeit, Bd. 11, hrsg. von Christoph von Blumröder und Imke Misch; Münster 2006, S. 23–56.
- Eloy, Jean-Claude: „I owe him…“ in: Gedenkschrift für Stockhausen, hrsg. von der Stockhausen Stiftung für Musik, Kürten 2008.
- Eloy, Jean-Claude: Music From The Orient, Our Familiar World. texte n° 13 (1968), o. O. 2003.
- Eloy, Jean-Claude: Of the literal and the oral. Yo-In ‘Reverberations’, hors territoires, o. O. 2007.
- Eloy, Jean-Claude: Stockhausen or the metamorphosis of creative vitality. Determinism and indeterminism throughout his work, text n° 48, 1987, hors territoires, o. O. 2004.
- Eloy, Jean-Claude: „Zum Ritual des Beifalls … in 'Galaxies' und anderen Werken“ in: MusikTexte. Zeitschrift für Neue Musik, Heft 139, Köln 2013, S. 34.
- Mews, Sebastian: Shânti und Gaku-no-Michi. Die elektroakustische Musik von Jean-Claude Eloy im Diskurs zwischen Okzident und Orient, <http://www.eloyjeanclaude.com/Mews-Eloy.pdf>, Köln 2015.
- Siano, Leopoldo: „Die 'Wege der Musik'. Ein Portrait des französischen Komponisten Jean-Claude Eloy“ in: MusikTexte. Zeitschrift für Neue Musik, Heft 139, Köln 2013, S. 25–34.
- Stoianova, Ivanka: „Eloy, Jean-Claude“ in: The New Grove Dictionary of Music and Musicians 2nd Edition, hrsg. von Stanley Sadie, Oxford 2001, Bd. 6, S. 159.
- Stoianova, Ivanka: In Search of the meditative flame, <http://www.Eloyjeanclaude.com/MeditativeFlameIvanka.html>.
- Stoianova, Ivanka: „Mythen der Weiblichkeit in den achtziger und neunziger Jahren. Wiederaneignung und Neubestimmung: Stockhausen, Eloy“ in: Wiederaneignung und Neubestimmung, der Fall ‘Postmoderne’ in der Musik, hrsg. von Otto Kolleritsch, Wien 1993, S. 87–116.
- Stoianova, Ivanka: „Produktion und Reproduktion in der Elektronischen Musik am Beispiel von Jean-Claude Eloy“ in: Musikalische Produktion und Interpretation. Zur historischen Unaufhebbarkeit einer ästhetischen Konstellation, hrsg. von Otto Kolleritsch, Wien (u. a.) 2003, S. 163–175.